# Джунгли (настольная игра)
Джунгли или Dou Shou Qi (доу шоу ци) (кит. 鬥獸棋, Game of Fighting Animals) — традиционная китайская настольная игра, известная так же как «Jungle Chess» или «Animal Chess». В эту игру для 2 игроков играют на доске 7 × 9 клеток.

## Правила
|   | A | B | C | D | E | F | G |   |
| 9 | A9 чёрный лев · G9 чёрный тигр · B8 чёрная собака · F8 чёрный кот · A7 чёрная мышь · C7 чёрный волк · E7 чёрный леопард · G7 чёрный слон · A3 белый слон · C3 белый леопард · E3 белый волк · G3 белая мышь · B2 белый кот · F2 белая собака · A1 белый тигр · G1 белый лев | A9 чёрный лев · G9 чёрный тигр · B8 чёрная собака · F8 чёрный кот · A7 чёрная мышь · C7 чёрный волк · E7 чёрный леопард · G7 чёрный слон · A3 белый слон · C3 белый леопард · E3 белый волк · G3 белая мышь · B2 белый кот · F2 белая собака · A1 белый тигр · G1 белый лев | A9 чёрный лев · G9 чёрный тигр · B8 чёрная собака · F8 чёрный кот · A7 чёрная мышь · C7 чёрный волк · E7 чёрный леопард · G7 чёрный слон · A3 белый слон · C3 белый леопард · E3 белый волк · G3 белая мышь · B2 белый кот · F2 белая собака · A1 белый тигр · G1 белый лев | A9 чёрный лев · G9 чёрный тигр · B8 чёрная собака · F8 чёрный кот · A7 чёрная мышь · C7 чёрный волк · E7 чёрный леопард · G7 чёрный слон · A3 белый слон · C3 белый леопард · E3 белый волк · G3 белая мышь · B2 белый кот · F2 белая собака · A1 белый тигр · G1 белый лев | A9 чёрный лев · G9 чёрный тигр · B8 чёрная собака · F8 чёрный кот · A7 чёрная мышь · C7 чёрный волк · E7 чёрный леопард · G7 чёрный слон · A3 белый слон · C3 белый леопард · E3 белый волк · G3 белая мышь · B2 белый кот · F2 белая собака · A1 белый тигр · G1 белый лев | A9 чёрный лев · G9 чёрный тигр · B8 чёрная собака · F8 чёрный кот · A7 чёрная мышь · C7 чёрный волк · E7 чёрный леопард · G7 чёрный слон · A3 белый слон · C3 белый леопард · E3 белый волк · G3 белая мышь · B2 белый кот · F2 белая собака · A1 белый тигр · G1 белый лев | A9 чёрный лев · G9 чёрный тигр · B8 чёрная собака · F8 чёрный кот · A7 чёрная мышь · C7 чёрный волк · E7 чёрный леопард · G7 чёрный слон · A3 белый слон · C3 белый леопард · E3 белый волк · G3 белая мышь · B2 белый кот · F2 белая собака · A1 белый тигр · G1 белый лев | 9 |
| 8 | A9 чёрный лев · G9 чёрный тигр · B8 чёрная собака · F8 чёрный кот · A7 чёрная мышь · C7 чёрный волк · E7 чёрный леопард · G7 чёрный слон · A3 белый слон · C3 белый леопард · E3 белый волк · G3 белая мышь · B2 белый кот · F2 белая собака · A1 белый тигр · G1 белый лев | A9 чёрный лев · G9 чёрный тигр · B8 чёрная собака · F8 чёрный кот · A7 чёрная мышь · C7 чёрный волк · E7 чёрный леопард · G7 чёрный слон · A3 белый слон · C3 белый леопард · E3 белый волк · G3 белая мышь · B2 белый кот · F2 белая собака · A1 белый тигр · G1 белый лев | A9 чёрный лев · G9 чёрный тигр · B8 чёрная собака · F8 чёрный кот · A7 чёрная мышь · C7 чёрный волк · E7 чёрный леопард · G7 чёрный слон · A3 белый слон · C3 белый леопард · E3 белый волк · G3 белая мышь · B2 белый кот · F2 белая собака · A1 белый тигр · G1 белый лев | A9 чёрный лев · G9 чёрный тигр · B8 чёрная собака · F8 чёрный кот · A7 чёрная мышь · C7 чёрный волк · E7 чёрный леопард · G7 чёрный слон · A3 белый слон · C3 белый леопард · E3 белый волк · G3 белая мышь · B2 белый кот · F2 белая собака · A1 белый тигр · G1 белый лев | A9 чёрный лев · G9 чёрный тигр · B8 чёрная собака · F8 чёрный кот · A7 чёрная мышь · C7 чёрный волк · E7 чёрный леопард · G7 чёрный слон · A3 белый слон · C3 белый леопард · E3 белый волк · G3 белая мышь · B2 белый кот · F2 белая собака · A1 белый тигр · G1 белый лев | A9 чёрный лев · G9 чёрный тигр · B8 чёрная собака · F8 чёрный кот · A7 чёрная мышь · C7 чёрный волк · E7 чёрный леопард · G7 чёрный слон · A3 белый слон · C3 белый леопард · E3 белый волк · G3 белая мышь · B2 белый кот · F2 белая собака · A1 белый тигр · G1 белый лев | A9 чёрный лев · G9 чёрный тигр · B8 чёрная собака · F8 чёрный кот · A7 чёрная мышь · C7 чёрный волк · E7 чёрный леопард · G7 чёрный слон · A3 белый слон · C3 белый леопард · E3 белый волк · G3 белая мышь · B2 белый кот · F2 белая собака · A1 белый тигр · G1 белый лев | 8 |
| 7 | A9 чёрный лев · G9 чёрный тигр · B8 чёрная собака · F8 чёрный кот · A7 чёрная мышь · C7 чёрный волк · E7 чёрный леопард · G7 чёрный слон · A3 белый слон · C3 белый леопард · E3 белый волк · G3 белая мышь · B2 белый кот · F2 белая собака · A1 белый тигр · G1 белый лев | A9 чёрный лев · G9 чёрный тигр · B8 чёрная собака · F8 чёрный кот · A7 чёрная мышь · C7 чёрный волк · E7 чёрный леопард · G7 чёрный слон · A3 белый слон · C3 белый леопард · E3 белый волк · G3 белая мышь · B2 белый кот · F2 белая собака · A1 белый тигр · G1 белый лев | A9 чёрный лев · G9 чёрный тигр · B8 чёрная собака · F8 чёрный кот · A7 чёрная мышь · C7 чёрный волк · E7 чёрный леопард · G7 чёрный слон · A3 белый слон · C3 белый леопард · E3 белый волк · G3 белая мышь · B2 белый кот · F2 белая собака · A1 белый тигр · G1 белый лев | A9 чёрный лев · G9 чёрный тигр · B8 чёрная собака · F8 чёрный кот · A7 чёрная мышь · C7 чёрный волк · E7 чёрный леопард · G7 чёрный слон · A3 белый слон · C3 белый леопард · E3 белый волк · G3 белая мышь · B2 белый кот · F2 белая собака · A1 белый тигр · G1 белый лев | A9 чёрный лев · G9 чёрный тигр · B8 чёрная собака · F8 чёрный кот · A7 чёрная мышь · C7 чёрный волк · E7 чёрный леопард · G7 чёрный слон · A3 белый слон · C3 белый леопард · E3 белый волк · G3 белая мышь · B2 белый кот · F2 белая собака · A1 белый тигр · G1 белый лев | A9 чёрный лев · G9 чёрный тигр · B8 чёрная собака · F8 чёрный кот · A7 чёрная мышь · C7 чёрный волк · E7 чёрный леопард · G7 чёрный слон · A3 белый слон · C3 белый леопард · E3 белый волк · G3 белая мышь · B2 белый кот · F2 белая собака · A1 белый тигр · G1 белый лев | A9 чёрный лев · G9 чёрный тигр · B8 чёрная собака · F8 чёрный кот · A7 чёрная мышь · C7 чёрный волк · E7 чёрный леопард · G7 чёрный слон · A3 белый слон · C3 белый леопард · E3 белый волк · G3 белая мышь · B2 белый кот · F2 белая собака · A1 белый тигр · G1 белый лев | 7 |
| 6 | A9 чёрный лев · G9 чёрный тигр · B8 чёрная собака · F8 чёрный кот · A7 чёрная мышь · C7 чёрный волк · E7 чёрный леопард · G7 чёрный слон · A3 белый слон · C3 белый леопард · E3 белый волк · G3 белая мышь · B2 белый кот · F2 белая собака · A1 белый тигр · G1 белый лев | A9 чёрный лев · G9 чёрный тигр · B8 чёрная собака · F8 чёрный кот · A7 чёрная мышь · C7 чёрный волк · E7 чёрный леопард · G7 чёрный слон · A3 белый слон · C3 белый леопард · E3 белый волк · G3 белая мышь · B2 белый кот · F2 белая собака · A1 белый тигр · G1 белый лев | A9 чёрный лев · G9 чёрный тигр · B8 чёрная собака · F8 чёрный кот · A7 чёрная мышь · C7 чёрный волк · E7 чёрный леопард · G7 чёрный слон · A3 белый слон · C3 белый леопард · E3 белый волк · G3 белая мышь · B2 белый кот · F2 белая собака · A1 белый тигр · G1 белый лев | A9 чёрный лев · G9 чёрный тигр · B8 чёрная собака · F8 чёрный кот · A7 чёрная мышь · C7 чёрный волк · E7 чёрный леопард · G7 чёрный слон · A3 белый слон · C3 белый леопард · E3 белый волк · G3 белая мышь · B2 белый кот · F2 белая собака · A1 белый тигр · G1 белый лев | A9 чёрный лев · G9 чёрный тигр · B8 чёрная собака · F8 чёрный кот · A7 чёрная мышь · C7 чёрный волк · E7 чёрный леопард · G7 чёрный слон · A3 белый слон · C3 белый леопард · E3 белый волк · G3 белая мышь · B2 белый кот · F2 белая собака · A1 белый тигр · G1 белый лев | A9 чёрный лев · G9 чёрный тигр · B8 чёрная собака · F8 чёрный кот · A7 чёрная мышь · C7 чёрный волк · E7 чёрный леопард · G7 чёрный слон · A3 белый слон · C3 белый леопард · E3 белый волк · G3 белая мышь · B2 белый кот · F2 белая собака · A1 белый тигр · G1 белый лев | A9 чёрный лев · G9 чёрный тигр · B8 чёрная собака · F8 чёрный кот · A7 чёрная мышь · C7 чёрный волк · E7 чёрный леопард · G7 чёрный слон · A3 белый слон · C3 белый леопард · E3 белый волк · G3 белая мышь · B2 белый кот · F2 белая собака · A1 белый тигр · G1 белый лев | 6 |
| 5 | A9 чёрный лев · G9 чёрный тигр · B8 чёрная собака · F8 чёрный кот · A7 чёрная мышь · C7 чёрный волк · E7 чёрный леопард · G7 чёрный слон · A3 белый слон · C3 белый леопард · E3 белый волк · G3 белая мышь · B2 белый кот · F2 белая собака · A1 белый тигр · G1 белый лев | A9 чёрный лев · G9 чёрный тигр · B8 чёрная собака · F8 чёрный кот · A7 чёрная мышь · C7 чёрный волк · E7 чёрный леопард · G7 чёрный слон · A3 белый слон · C3 белый леопард · E3 белый волк · G3 белая мышь · B2 белый кот · F2 белая собака · A1 белый тигр · G1 белый лев | A9 чёрный лев · G9 чёрный тигр · B8 чёрная собака · F8 чёрный кот · A7 чёрная мышь · C7 чёрный волк · E7 чёрный леопард · G7 чёрный слон · A3 белый слон · C3 белый леопард · E3 белый волк · G3 белая мышь · B2 белый кот · F2 белая собака · A1 белый тигр · G1 белый лев | A9 чёрный лев · G9 чёрный тигр · B8 чёрная собака · F8 чёрный кот · A7 чёрная мышь · C7 чёрный волк · E7 чёрный леопард · G7 чёрный слон · A3 белый слон · C3 белый леопард · E3 белый волк · G3 белая мышь · B2 белый кот · F2 белая собака · A1 белый тигр · G1 белый лев | A9 чёрный лев · G9 чёрный тигр · B8 чёрная собака · F8 чёрный кот · A7 чёрная мышь · C7 чёрный волк · E7 чёрный леопард · G7 чёрный слон · A3 белый слон · C3 белый леопард · E3 белый волк · G3 белая мышь · B2 белый кот · F2 белая собака · A1 белый тигр · G1 белый лев | A9 чёрный лев · G9 чёрный тигр · B8 чёрная собака · F8 чёрный кот · A7 чёрная мышь · C7 чёрный волк · E7 чёрный леопард · G7 чёрный слон · A3 белый слон · C3 белый леопард · E3 белый волк · G3 белая мышь · B2 белый кот · F2 белая собака · A1 белый тигр · G1 белый лев | A9 чёрный лев · G9 чёрный тигр · B8 чёрная собака · F8 чёрный кот · A7 чёрная мышь · C7 чёрный волк · E7 чёрный леопард · G7 чёрный слон · A3 белый слон · C3 белый леопард · E3 белый волк · G3 белая мышь · B2 белый кот · F2 белая собака · A1 белый тигр · G1 белый лев | 5 |
| 4 | A9 чёрный лев · G9 чёрный тигр · B8 чёрная собака · F8 чёрный кот · A7 чёрная мышь · C7 чёрный волк · E7 чёрный леопард · G7 чёрный слон · A3 белый слон · C3 белый леопард · E3 белый волк · G3 белая мышь · B2 белый кот · F2 белая собака · A1 белый тигр · G1 белый лев | A9 чёрный лев · G9 чёрный тигр · B8 чёрная собака · F8 чёрный кот · A7 чёрная мышь · C7 чёрный волк · E7 чёрный леопард · G7 чёрный слон · A3 белый слон · C3 белый леопард · E3 белый волк · G3 белая мышь · B2 белый кот · F2 белая собака · A1 белый тигр · G1 белый лев | A9 чёрный лев · G9 чёрный тигр · B8 чёрная собака · F8 чёрный кот · A7 чёрная мышь · C7 чёрный волк · E7 чёрный леопард · G7 чёрный слон · A3 белый слон · C3 белый леопард · E3 белый волк · G3 белая мышь · B2 белый кот · F2 белая собака · A1 белый тигр · G1 белый лев | A9 чёрный лев · G9 чёрный тигр · B8 чёрная собака · F8 чёрный кот · A7 чёрная мышь · C7 чёрный волк · E7 чёрный леопард · G7 чёрный слон · A3 белый слон · C3 белый леопард · E3 белый волк · G3 белая мышь · B2 белый кот · F2 белая собака · A1 белый тигр · G1 белый лев | A9 чёрный лев · G9 чёрный тигр · B8 чёрная собака · F8 чёрный кот · A7 чёрная мышь · C7 чёрный волк · E7 чёрный леопард · G7 чёрный слон · A3 белый слон · C3 белый леопард · E3 белый волк · G3 белая мышь · B2 белый кот · F2 белая собака · A1 белый тигр · G1 белый лев | A9 чёрный лев · G9 чёрный тигр · B8 чёрная собака · F8 чёрный кот · A7 чёрная мышь · C7 чёрный волк · E7 чёрный леопард · G7 чёрный слон · A3 белый слон · C3 белый леопард · E3 белый волк · G3 белая мышь · B2 белый кот · F2 белая собака · A1 белый тигр · G1 белый лев | A9 чёрный лев · G9 чёрный тигр · B8 чёрная собака · F8 чёрный кот · A7 чёрная мышь · C7 чёрный волк · E7 чёрный леопард · G7 чёрный слон · A3 белый слон · C3 белый леопард · E3 белый волк · G3 белая мышь · B2 белый кот · F2 белая собака · A1 белый тигр · G1 белый лев | 4 |
| 3 | A9 чёрный лев · G9 чёрный тигр · B8 чёрная собака · F8 чёрный кот · A7 чёрная мышь · C7 чёрный волк · E7 чёрный леопард · G7 чёрный слон · A3 белый слон · C3 белый леопард · E3 белый волк · G3 белая мышь · B2 белый кот · F2 белая собака · A1 белый тигр · G1 белый лев | A9 чёрный лев · G9 чёрный тигр · B8 чёрная собака · F8 чёрный кот · A7 чёрная мышь · C7 чёрный волк · E7 чёрный леопард · G7 чёрный слон · A3 белый слон · C3 белый леопард · E3 белый волк · G3 белая мышь · B2 белый кот · F2 белая собака · A1 белый тигр · G1 белый лев | A9 чёрный лев · G9 чёрный тигр · B8 чёрная собака · F8 чёрный кот · A7 чёрная мышь · C7 чёрный волк · E7 чёрный леопард · G7 чёрный слон · A3 белый слон · C3 белый леопард · E3 белый волк · G3 белая мышь · B2 белый кот · F2 белая собака · A1 белый тигр · G1 белый лев | A9 чёрный лев · G9 чёрный тигр · B8 чёрная собака · F8 чёрный кот · A7 чёрная мышь · C7 чёрный волк · E7 чёрный леопард · G7 чёрный слон · A3 белый слон · C3 белый леопард · E3 белый волк · G3 белая мышь · B2 белый кот · F2 белая собака · A1 белый тигр · G1 белый лев | A9 чёрный лев · G9 чёрный тигр · B8 чёрная собака · F8 чёрный кот · A7 чёрная мышь · C7 чёрный волк · E7 чёрный леопард · G7 чёрный слон · A3 белый слон · C3 белый леопард · E3 белый волк · G3 белая мышь · B2 белый кот · F2 белая собака · A1 белый тигр · G1 белый лев | A9 чёрный лев · G9 чёрный тигр · B8 чёрная собака · F8 чёрный кот · A7 чёрная мышь · C7 чёрный волк · E7 чёрный леопард · G7 чёрный слон · A3 белый слон · C3 белый леопард · E3 белый волк · G3 белая мышь · B2 белый кот · F2 белая собака · A1 белый тигр · G1 белый лев | A9 чёрный лев · G9 чёрный тигр · B8 чёрная собака · F8 чёрный кот · A7 чёрная мышь · C7 чёрный волк · E7 чёрный леопард · G7 чёрный слон · A3 белый слон · C3 белый леопард · E3 белый волк · G3 белая мышь · B2 белый кот · F2 белая собака · A1 белый тигр · G1 белый лев | 3 |
| 2 | A9 чёрный лев · G9 чёрный тигр · B8 чёрная собака · F8 чёрный кот · A7 чёрная мышь · C7 чёрный волк · E7 чёрный леопард · G7 чёрный слон · A3 белый слон · C3 белый леопард · E3 белый волк · G3 белая мышь · B2 белый кот · F2 белая собака · A1 белый тигр · G1 белый лев | A9 чёрный лев · G9 чёрный тигр · B8 чёрная собака · F8 чёрный кот · A7 чёрная мышь · C7 чёрный волк · E7 чёрный леопард · G7 чёрный слон · A3 белый слон · C3 белый леопард · E3 белый волк · G3 белая мышь · B2 белый кот · F2 белая собака · A1 белый тигр · G1 белый лев | A9 чёрный лев · G9 чёрный тигр · B8 чёрная собака · F8 чёрный кот · A7 чёрная мышь · C7 чёрный волк · E7 чёрный леопард · G7 чёрный слон · A3 белый слон · C3 белый леопард · E3 белый волк · G3 белая мышь · B2 белый кот · F2 белая собака · A1 белый тигр · G1 белый лев | A9 чёрный лев · G9 чёрный тигр · B8 чёрная собака · F8 чёрный кот · A7 чёрная мышь · C7 чёрный волк · E7 чёрный леопард · G7 чёрный слон · A3 белый слон · C3 белый леопард · E3 белый волк · G3 белая мышь · B2 белый кот · F2 белая собака · A1 белый тигр · G1 белый лев | A9 чёрный лев · G9 чёрный тигр · B8 чёрная собака · F8 чёрный кот · A7 чёрная мышь · C7 чёрный волк · E7 чёрный леопард · G7 чёрный слон · A3 белый слон · C3 белый леопард · E3 белый волк · G3 белая мышь · B2 белый кот · F2 белая собака · A1 белый тигр · G1 белый лев | A9 чёрный лев · G9 чёрный тигр · B8 чёрная собака · F8 чёрный кот · A7 чёрная мышь · C7 чёрный волк · E7 чёрный леопард · G7 чёрный слон · A3 белый слон · C3 белый леопард · E3 белый волк · G3 белая мышь · B2 белый кот · F2 белая собака · A1 белый тигр · G1 белый лев | A9 чёрный лев · G9 чёрный тигр · B8 чёрная собака · F8 чёрный кот · A7 чёрная мышь · C7 чёрный волк · E7 чёрный леопард · G7 чёрный слон · A3 белый слон · C3 белый леопард · E3 белый волк · G3 белая мышь · B2 белый кот · F2 белая собака · A1 белый тигр · G1 белый лев | 2 |
| 1 | A9 чёрный лев · G9 чёрный тигр · B8 чёрная собака · F8 чёрный кот · A7 чёрная мышь · C7 чёрный волк · E7 чёрный леопард · G7 чёрный слон · A3 белый слон · C3 белый леопард · E3 белый волк · G3 белая мышь · B2 белый кот · F2 белая собака · A1 белый тигр · G1 белый лев | A9 чёрный лев · G9 чёрный тигр · B8 чёрная собака · F8 чёрный кот · A7 чёрная мышь · C7 чёрный волк · E7 чёрный леопард · G7 чёрный слон · A3 белый слон · C3 белый леопард · E3 белый волк · G3 белая мышь · B2 белый кот · F2 белая собака · A1 белый тигр · G1 белый лев | A9 чёрный лев · G9 чёрный тигр · B8 чёрная собака · F8 чёрный кот · A7 чёрная мышь · C7 чёрный волк · E7 чёрный леопард · G7 чёрный слон · A3 белый слон · C3 белый леопард · E3 белый волк · G3 белая мышь · B2 белый кот · F2 белая собака · A1 белый тигр · G1 белый лев | A9 чёрный лев · G9 чёрный тигр · B8 чёрная собака · F8 чёрный кот · A7 чёрная мышь · C7 чёрный волк · E7 чёрный леопард · G7 чёрный слон · A3 белый слон · C3 белый леопард · E3 белый волк · G3 белая мышь · B2 белый кот · F2 белая собака · A1 белый тигр · G1 белый лев | A9 чёрный лев · G9 чёрный тигр · B8 чёрная собака · F8 чёрный кот · A7 чёрная мышь · C7 чёрный волк · E7 чёрный леопард · G7 чёрный слон · A3 белый слон · C3 белый леопард · E3 белый волк · G3 белая мышь · B2 белый кот · F2 белая собака · A1 белый тигр · G1 белый лев | A9 чёрный лев · G9 чёрный тигр · B8 чёрная собака · F8 чёрный кот · A7 чёрная мышь · C7 чёрный волк · E7 чёрный леопард · G7 чёрный слон · A3 белый слон · C3 белый леопард · E3 белый волк · G3 белая мышь · B2 белый кот · F2 белая собака · A1 белый тигр · G1 белый лев | A9 чёрный лев · G9 чёрный тигр · B8 чёрная собака · F8 чёрный кот · A7 чёрная мышь · C7 чёрный волк · E7 чёрный леопард · G7 чёрный слон · A3 белый слон · C3 белый леопард · E3 белый волк · G3 белая мышь · B2 белый кот · F2 белая собака · A1 белый тигр · G1 белый лев | 1 |
|   | A | B | C | D | E | F | G |   |

### Цель
Целью игры является либо провод фигуры на специальное поле, «убежище», которое находится на стороне противника, либо захват всех вражеских фигур.

### Доска
На доске есть несколько специальных областей и полей:
Убежище (кит. упр. 獸穴, пиньинь shòuxuè, палл. шоусюэ, «звериное логово») находится в центре первого ряда или ранга доски и обозначено китайским иероглифом. Ловушки (кит. упр. 陷阱, пиньинь xiànjǐng, палл. сяньцзин, «волчья яма, ловушка, западня, капкан») находятся справа и слева от Убежища, а также перед ним, и тоже обозначены соответствующим китайским иероглифом. Две области с водой или Реки (кит. упр. 河川, пиньинь héchuān, палл. хэчуань) находятся в центре доски. Каждая Река имеет размер 2x3 поля, и обозначается китайским символом, обозначающим реку. Противоположные стороны игрового поля соединяются тремя колонками обычных «сухопутных» клеток — две из них по краям доски, одна — посередине между «реками».
|  |  |
|  |  |
|  |  |

### Фигуры
Каждая сторона имеет 8 фигур, которые символизируют различных животных и которые различаются по рангу. Фигура может захватывать только фигуры с таким же или с меньшим рангом, чем у неё самой. Но есть одно исключение из правила: слон не может захватить мышь, но мышь может захватить слона.
Список фигур по убыванию ранга:
8 — Слон (кит. упр. 象, пиньинь xiàng, палл. сян)
7 — Лев (кит. трад. 獅, упр. 狮, пиньинь shī, палл. шы)
6 — Тигр (кит. упр. 虎, пиньинь hǔ, палл. ху)
5 — Леопард (кит. упр. 豹, пиньинь bào, палл. бао)
4 — Собака (кит. упр. 狗, пиньинь gǒu, палл. гоу)
3 — Волк (кит. упр. 狼, пиньинь láng, палл. лан)
2 — Кошка (кит. упр. 貓, пиньинь māo, палл. мао)
1 — Мышь (кит. упр. 鼠, пиньинь shǔ, палл. шу)
Фигуры помещаются на соответствующие картинки животных, изображенные на доске для игры.

### Ходы
Игру начинают Белые. Игроки передвигают фигуры по очереди. Каждая фигура ходит на один квадрат по горизонтали или по вертикали (но не по диагонали). Фигура не может заходить в своё собственное убежище.
Существуют специальные правила, относящиеся к водным пространствам:
- Мышь — единственное животное, которому можно перемещаться по водным квадратам.
- Мышь не может прямо из воды «съесть» Слона или другую Мышь, стоящих на суше.
- Мышь может атаковать вражескую Мышь в воде, если обе фигурки находятся в воде.
- Мышь на земле не может атаковать мышь в воде.
- Фигуры «Лев» и «Тигр» могут перепрыгнуть через реку, двигаясь горизонтально или вертикально. Они прыгают с клетки на одном краю реки на следующую сухопутную клетку с другой стороны реки. Такое движение запрещено, если на любой из водных клеток, через которые происходит прыжок находится Мышь (своя или противника) . Лев и Тигр таким прыжком могут срубить более низкую по рангу фигуру противника.

### Добыча
Животные захватывают фигуры противника, «съедая» их. Фигура может захватить любую вражескую фигуру, у которой есть тот же самый или более низкий ранг, со следующими исключениями:
- Мышь может взять в плен («съесть») Слона. Много изданных версий игры говорят, что это сделано Мышью, ползающей в ухе Слона и грызущей его мозги. Как указано выше, Мышь не может захватить Слона из водного квадрата.
- Любая фигура соперника, вставшая на одну из Ловушек Игрока, может быть съедена любой фигурой, независимо от ранга.

### Возможные варианты
Есть некоторые популярные варианты правил, официально опубликованные производителями игры:
- Все ловушки универсальны. Если животное входит в ловушку в своей собственной области, животное противника в состоянии захватить его независимо от различия разряда.

- В некоторых играх «Волк» может быть более сильным чем «Собака».

- Правила для Мыши о захвате Слона или Мыши из воды или в воде также имеют варианты.

- Слон не может «съесть» Мышь ни при каких обстоятельствах. Из-за своего небольшого размера мышь легко увертывается от атаки Слона.

- Леопард может прыгать через реку по горизонтали, но не по вертикали (Леопард слабее Тигра или Льва). Он также не может прыгать через Мышь, находящуюся в воде.

- Существует упрощённая версия под названием Шашки Животных («Animal Checkers»), у которой нет никаких ловушек или рек, а из фигур только Мыши, Собаки, Тигры и Слоны.[1]

- Среди многих примеров, показанных на gameboardgeek, есть по крайней мере один, где фигуры сделаны так, что они не видны противнику (изготовлены как карты на подставках, подобно фигурам в игре Stratego). Это вроде бы незначительное изменение переводит игру из разряда игр с «полным знанием» в разряд игр с неполной информацией.